# Ružomberok
Ružomberok és una ciutat d'Eslovàquia. Es troba a la regió de Žilina, a la vora del riu Váh.

## Fills il·lustres
- Leo Kestenberg (1882-1962), pedagog musical, pianista i escriptor.

## Història
La primera menció escrita de la vila es remunta al 1233. Aconseguí l'estatus de ciutat el 1318. El 1340 el rei Carles I admeté els drets com a ciutat i els amplià. Tanmateix, la vila deixà de créixer i quedà sota l'administració de la comarca de Likavka.
Ja al segle xix fou un dels centres del moviment nacional eslovac. Es convertí lentament en un dels actuals centres industrials i econòmics del país, sobretot després que la línia ferroviària Košice-Bohumín entrés en funcionament el 1871, quan moltes de les noves indústries aparegueren, com la producció de paper i de resina, però també la de maons (1871) o la indústria tèxtil.
El 1907, a Černová, el carrer que és part del centre de la vila, hi tingué lloc la Tragèdia de Černová, quan els habitants de la ciutat rebutjaren el nomenament del sacerdot Martin Pazúrik de Lisková en comptes del natiu Andrej Hlinka. El sacerdot nomenat no pogué traslladar-se per santificar una església acabada de construir, i els policies dispararen quatre vegades contra la gent, matant-ne 15 persones.

## Galeria d'imatges

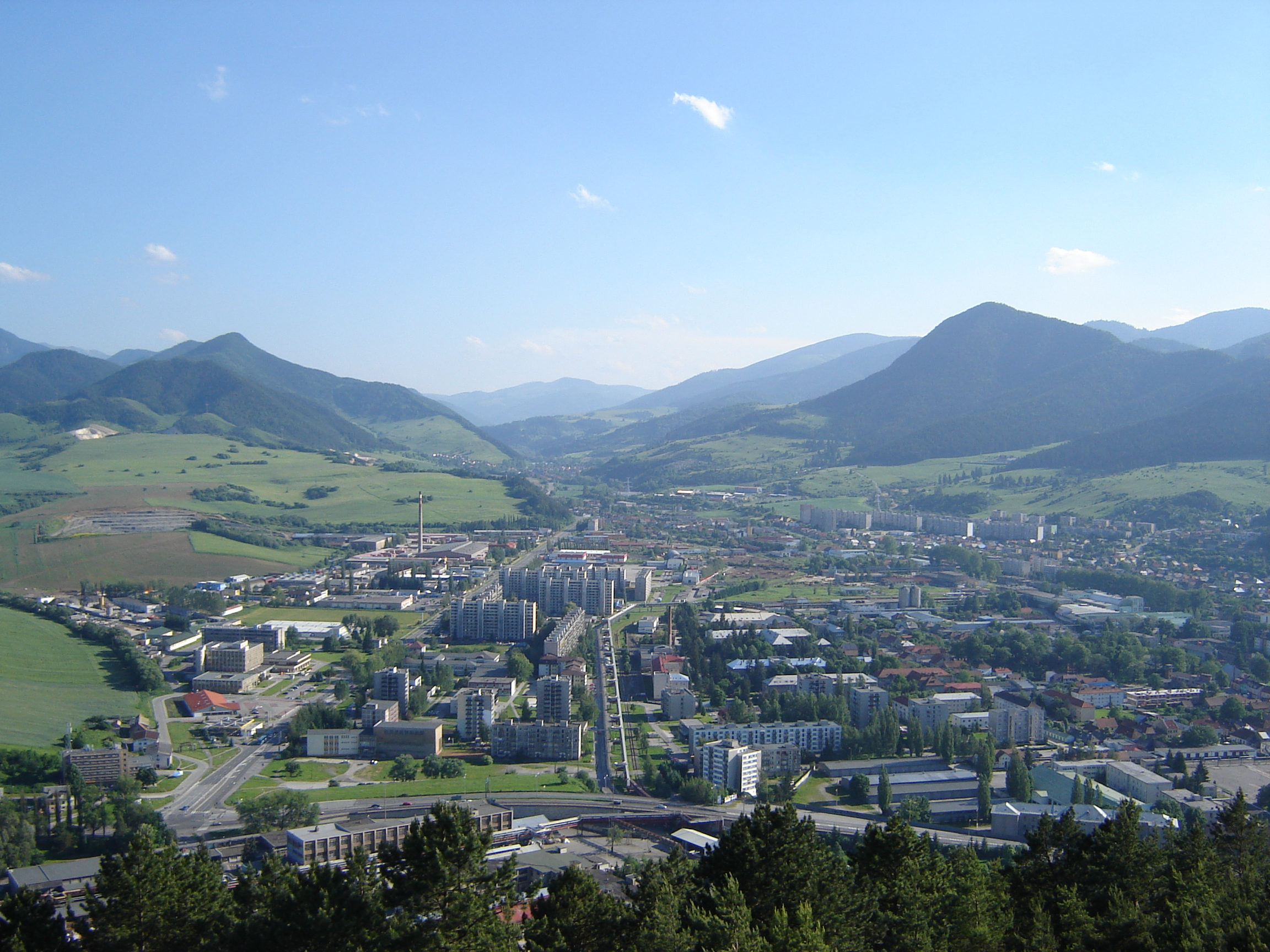
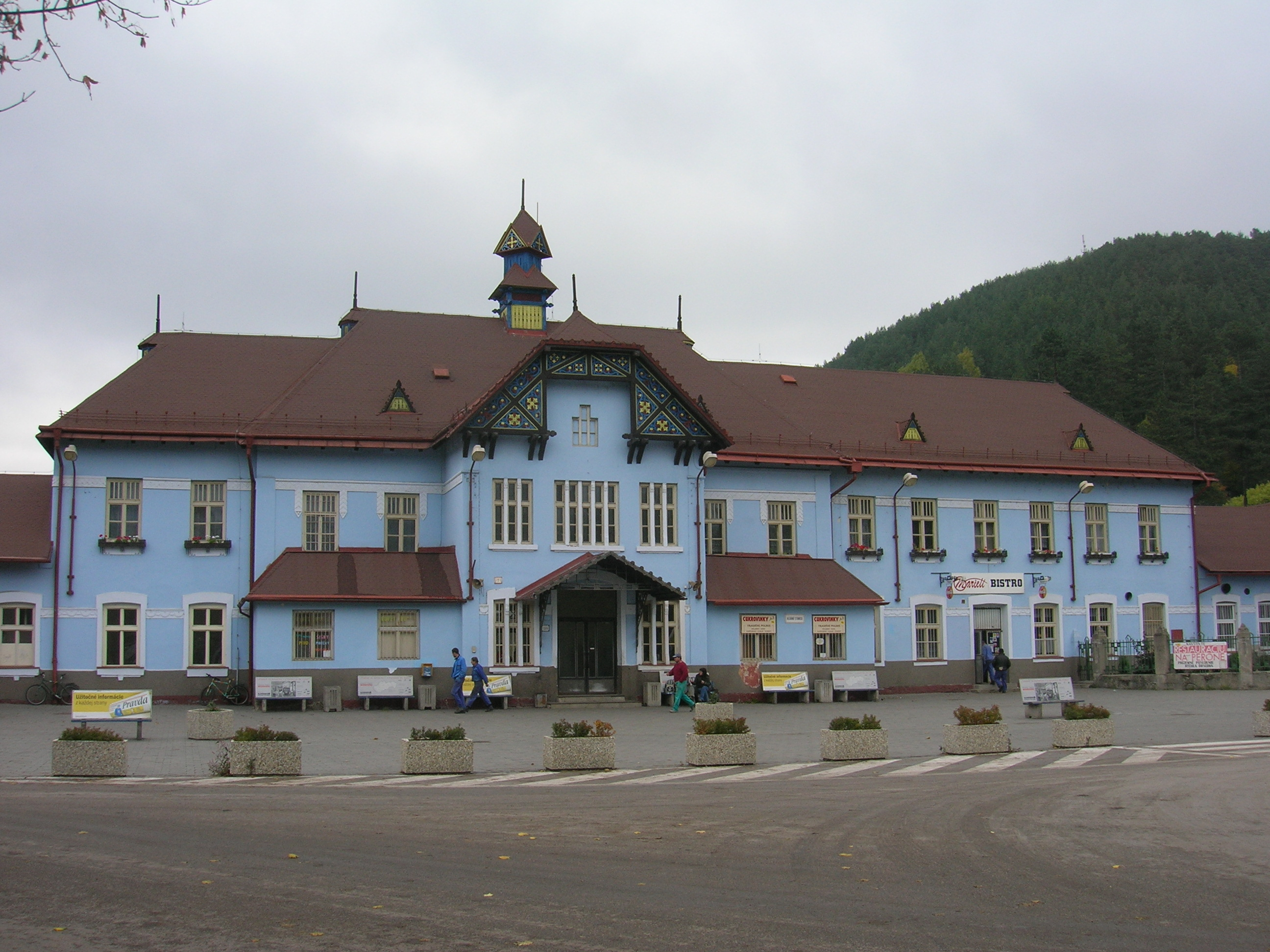

## Demografia
| Godina             | 1994   | 2004   | 2014   | 2024   |
| ------------------ | ------ | ------ | ------ | ------ |
| Nombre de persones | 30.660 | 30.058 | 27.551 | 26.384 |
| Diferència         |        | −1,96% | −8,34% | −4,23% |

| Godina             | 2023   | 2024   |
| ------------------ | ------ | ------ |
| Nombre de persones | 26.548 | 26.384 |
| Diferència         |        | −0,61% |

## Ciutats agermanades
- Děčín, República Txeca
- Česko Hlučín, República Txeca
- Srbsko Petrovec, Sèrbia
- Chorvátsko Gospić, Croàcia